# اتاق خودکشی
اتاق خودکشی (لهستانی: Sala Samobójców) فیلمی در ژانر مهیج و درام به کارگردانی یان کوماسا است که در سال ۲۰۱۱ منتشر شد. از بازیگران آن می‌توان به یاکوب گیرشائو، آگاتا کولشا، کینگا پرایس و روما گونشوروفسکا اشاره کرد. این فیلم در جشنوارهٔ فیلم لهستانی جایزهٔ بهترین تدوین سال ٢٠١٢  را دریافت کرد، در حالی‌که در بخش بهترین فیلم‌نامه  و بهترین بازیگر اصلی مرد برای بازی یاکوب گیرشال نیز کاندید شده بود.
فیلم دربارهٔ پسری به نام دومینیک سانتورسکی است، نوجوانی حساس و مستأصل که پدر و مادری ثروتمند دارد. طی مجموعه‌ای از حوادث تحقیرآمیز، هم‌کلاسی‌هایش در فضای مجازی همجنس‌گرایی او را ریشخند می‌کنند. دومینیک بعد از این واقعه، از مدرسه رفتن سرباز می‌زند و درس خواندن برای امتحانات نهایی‌اش را رها می‌کند. از طرف دیگر والدینش اکثراً در خانه و کنارش نیستند. این مشکلات همگی سبب بروزافسردگی عمیقی در او می‌شوند. او خودش را در اتاقش حبس می‌کند. این‌جاست که دومینیک دوست جدیدی را در اینترنت می‌یابد، دختری که مثل خودش از زندگی بریده است. آن‌ها با یکدیگر پیوندی احساسی برقرار می‌کنند. با گذر زمان، دومینیک تماسش را با دنیای بیرون از اتاقش از دست می‌دهد، در حالی‌که بیش‌تر و بیش‌تر در این دنیای شبیه‌سازی‌شده غرق می‌گردد.

## خلاصه داستان
فیلم در یک تئاتر آغاز می‌شود. در حالی که دومینیک سانتورسکی و پدر و مادرش به «همزاد» اثر شوبرت گوش می‌دهند، آهنگی که تفسیری از کل فیلم را ارائه می‌دهد. پدر و مادر او در حرفه خود موفق هستند و از زندگی پسرشان بی‌خبرند. دومینیک در مدرسه خصوصی‌اش بسیار محبوب است؛ گرچه به دلیل ثروت والدینش نیز زیاد مورد توجه قرار گرفته است. در مدرسه، دوستانش با لپ تاپ او ویدئوای مربوط به خودآزاری را تماشا می‌کنند. دومینیک بعداً ادامه ویدئو را می‌بیند و نظری نیز ثبت می‌کند.